# Alchemilla sarmentosa
Alchemilla sarmentosa é uma espécie de rosácea do gênero Alchemilla, pertencente à família Rosaceae.